# Vepriai

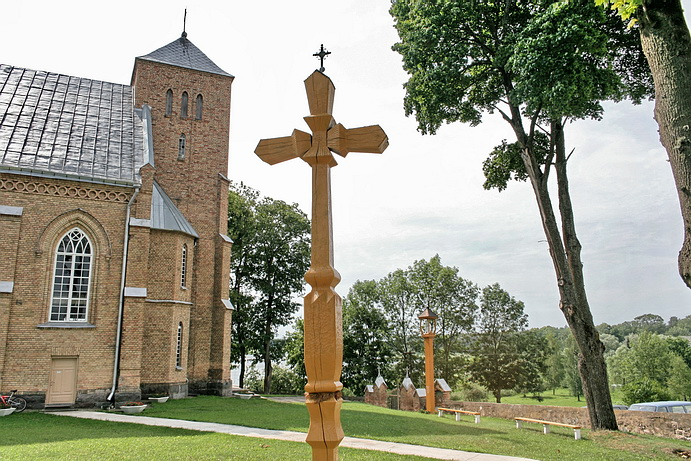
Iglesia católica.

Vepriai es una localidad en distrito de Ukmergė, Lituania. Situado sudoeste de Ukmergė con la población de cerca de 663 (en 2001). La cabecera del seniūnija de Vepriai. 

## Historia
Vepriai fue fundado en una colina cerca del lago Vepriai y del sur del río Šventoji. La primera mención del nombre de Vepriai (Weppren) viene del Orden Teutónica descripción de rutas en 1384. En las edades del centro Vepriai era una fortaleza de gran alcance que ha asistido a la protección de tierras lituanas contra amenazas occidentales, principalmente la orden teutonica. Durante la lucha para la energía en el ducado magnífico de Lituania, las fuerzas unidas del duque magnífico de Lituania Vitautas y la Orden Teutonica atacaron y capturaron el castillo en 1384. Después de que las amenazas fueran eliminadas, un castillo defensivo de madera en la colina fue dado vuelta posteriormente en un señorío residencial rodeado por un establecimiento, gobernado por las varias familias nobles por varios siglos.

## Cráter
La ciudad se sitúa cerca del centro del cráter del meteorito de Vepriai, el más grande de los cráteres encontrados en Lituania. 